# Braciszek i siostrzyczka (film 2008)
Braciszek i siostrzyczka (niem. Brüderchen und Schwesterchen) – niemiecki film familijny z 2008 roku, należący do cyklu filmów telewizyjnych Najpiękniejsze baśnie braci Grimm. Film jest adaptacją baśni braci Grimm pt. Braciszek i siostrzyczka. Zdjęcia kręcono w Turyngii.

## Fabuła
Kochające się rodzeństwo jest znienawidzone i źle traktowane przez swoją macochę. Pewnego dnia postanawiają od niej uciec. Zła macocha chce się zemścić i rzuca urok na wszystkie studnie i źródła. Brat, aby ugasić pragnienie, chce napić się wody ze strumyka i nagle zamienia się w sarnę. Zmęczeni podróżą postanawiają się zatrzymać się w drewnianej chacie, w której znajduje ich król. Król zakochuje się w siostrzyczce i planują ślub. Gdy macocha się o tym dowiaduje, obmyśla kolejny plan zemsty. 

## Obsada
- Andrea Sawatzki – macocha
- Odine Johne – siostrzyczka
- Hans-Laurin Beyerling – braciszek
- Christoph M. Ohrt – ojciec
- Lisa Altenpohl – przybrana siostra
- Jonas Jägermeyr – król
- Antoine Monot, Jr. – myśliwy
- Emilia Schüle – córka myśliwego[1]